# Соната для скрипки і фортепіано № 6 (Бетховен)
Соната № 6 для скрипки і фортепіано, Ля мажор, Л. Бетховена — перша з трьох скрипкових сонат Opus 30, написана в 1801–1802 роках і присвячена російському царю Олександру І.
Складається з трьох частин:
1. Allegro
2. Adagio molto espressivo
3. Allegretto con variazioni

Триває близько 22 хвилин.